# فرودگاه ایندین لیک
فرودگاه ایندین لیک (به انگلیسی: Indian Lake Airport) یک فرودگاه تعطیل است . این فرودگاه در کشور ایالات متحده آمریکا قرار دارد و در ارتفاع ۷۴۴ متری از سطح دریا واقع شده‌است.